# Bocșa, Sălaj
Bocsa là một xã thuộc hạt Sălaj, România. Dân số thời điểm năm 2002 là 3468 người.